# Rotonda
Rotonda   község (comune) Olaszország Basilicata régiójában, Potenza megyében.

## Fekvése
A megye déli részén fekszik. Határai: Laino Borgo, Laino Castello, Morano Calabro, Mormanno, Viggianello, Castelluccio Inferiore.

## Története
Rotonda első említése 1083-ból származik. Nevét onnan kapta, hogy a házak a vár körül körkörösen épültek fel. A 19. század elején, amikor a Nápolyi Királyságban felszámolták a feudalizmust, önálló község lett.

## Népessége
A népesség számának alakulása:

## Főbb látnivalói
- Santa Maria della Consolazione-szentély (16. század)
- Sant’Antonio-templom (18. század)
- San Carlo Borromeo-templom
- SS. Rosario-templom